# Palazzo INA (Neapel)

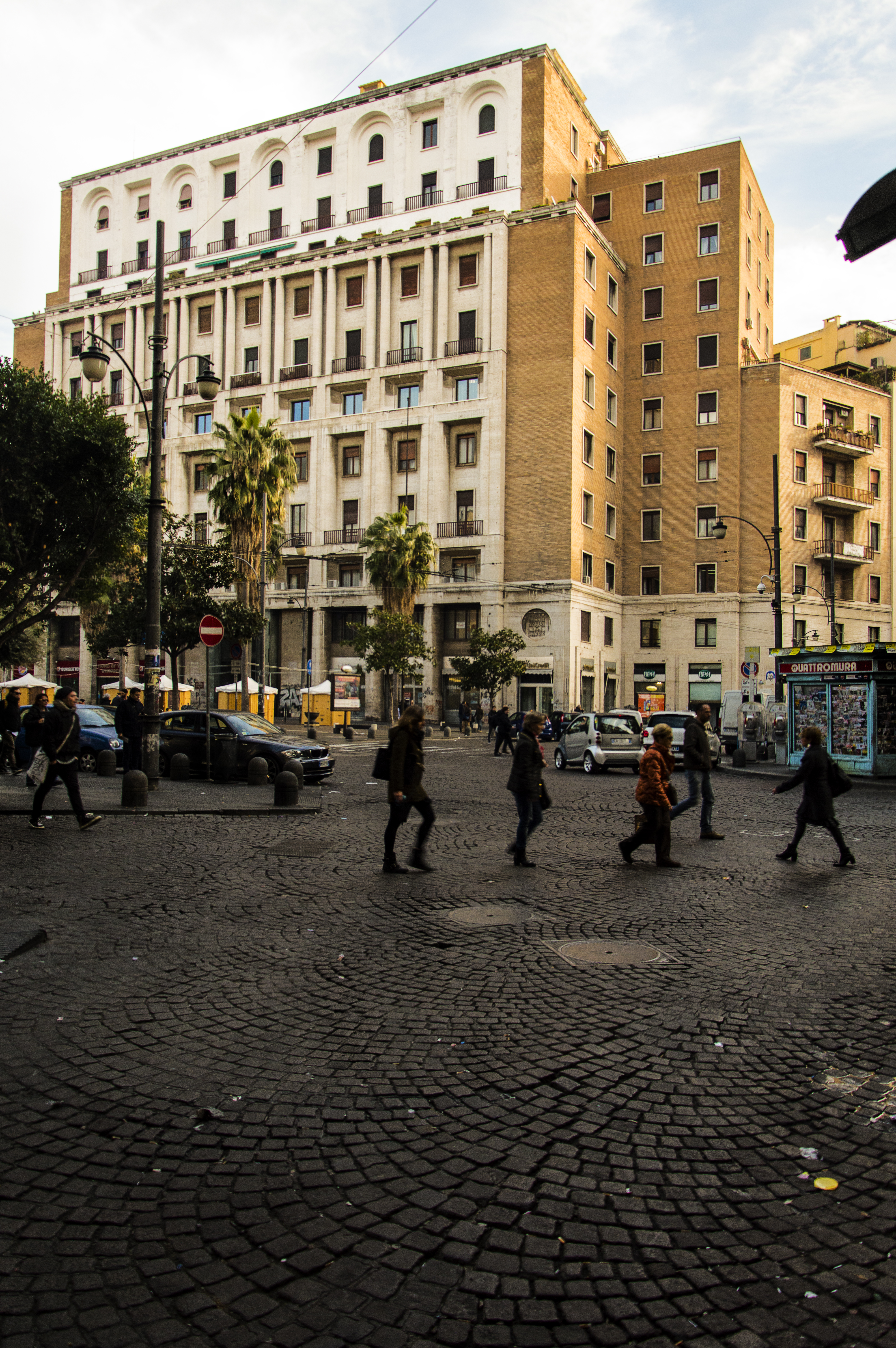
Palazzo INA in Neapel

Der Palazzo dell’INA ist ein Palast aus den 1930er-Jahren im Viertel San Giuseppe in Neapel in der italienischen Region Kampanien. Er liegt an der Piazza Carità, 33.

## Geschichte und Beschreibung
Das Gebäude wurde 1938, in der Zeit des italienischen Faschismus, als Sitz des Istituto Nazionale delle Assicurazioni (INA) errichtet.
Das Grundstück beherbergte ursprünglich den Garten des benachbarten Klosters von Monteoliveto, wo im 19. Jahrhundert der erste botanische Garten der Stadt angelegt wurde, der dann in einen Lebensmittelmarkt, projektiert von Stefano Gasse, umgestaltet wurde.
Nach den ersten städtebaulichen Projekten sollte dort der Palazzo della Provincia (Provinzialverwaltung) stehen, aber später änderte man diese dahingehend ab, dass dieser an der Piazza della Regia Posta (heute Piazza Matteotti) erbaut werden sollte.
Das Projekt des Versicherungspalastes wurde Marcello Canino, einem der bedeutendsten Architekten von Neapel, übertragen; dieser verschaffte dem Palast ein rationalistisches und gleichzeitig monumentalistisches Aussehen. Ein zweites Gebäude, an den Palast angeschlossen und mit Eingang von der Via Cesare Battisti aus, ebenfalls in Besitz der INA, wurde von Ferdinando Chiaromonte projektiert und Ende der 1930er-Jahre realisiert.
Die tragende Struktur besteht aus Stahlbeton und die Fassade, die aus Sektionen in Mauerwerk und in Kalkstein besteht, wird vom starken Hell-Dunkel-Kontrast dominiert, die auf die Schatten der vorspringenden Pilaster zurückzuführen ist; oben nimmt die Fassade dagegen die Motive der klassizistischen Architektur, Rechteck- und Rundbögen, wieder auf.
Die Rückseite des Gebäudes ist gelb und hat die Form eines E, versehen mit Balkonen, die auf den Innenseiten des Grundrisses verlaufen.